# Alvise Pasqualigo
Alvise Pasqualigo, talvolta indicato come Luigi Pasqualigo, (Venezia, 29 dicembre 1536 – 1576) è stato uno scrittore italiano, vissuto nel XVI secolo ai tempi della Serenissima.

## Biografia
Alvise Pasqualigo, figlio di Vincenzo e Elisabetta Sanuto di Francesco, era discendente di una famiglia magnatizia di Venezia che per generazioni è restata al vertice del governo lagunare. Della folta schiera di figli avuti dai genitori, si contano sette fratelli e un numero imprecisato di sorelle, non risultano esserci state altre figure di scrittori, né di attivi in altri campi culturali, eccetto lui. 
Da ricerche effettuate e dallo studio delle opere dell'autore non è risultato che egli abbia frequentato l'ateneo padovano, né tanto meno che ivi conseguisse la laurea, pur tuttavia gli si riconosce una notevole preparazione sia in campo letterario che nel diritto.
Della carriera politica è accertato che entrò a far parte del Consiglio dei Pregadi, infatti è attestato la nomina senatoria del Pasqualigo. Inoltre svolse lontano dalla Patria compiti di tipo militare. Dell'esperienza maturata nei luoghi dei combattimenti che lo vedono protagonista lascia traccia nei suoi scritti, nei quali descrive la tragedia della guerra. È accertato il suo coinvolgimento nel conflitto passato alla storia col nome di Battaglia di Lepanto, durante il quale avrebbe patito la perdita di un fratello assieme al quale stava combattendo, se non che prove successive hanno messo in dubbio che il caduto fosse il parente; sembra infatti che possa trattarsi di un omonimo, probabilmente della stessa dinastia ma appartenente ad un ramo collaterale dei Pasqualigo.
Nel 1570 abbiamo notizia di un suo pubblico encomio rivolto al capitano, il partenopeo don Gasparro Toraldo, della galea chiamata Il Passero da lui armata, che si trovò ad affrontare la marina ottomana. Nell'autunno seguente la stessa nave è impegnata in prima linea nello scontro che portò alla vittoria della Lega Santa sui turchi.
La scomparsa di Pasqualigo, confermata da un congiunto di nome Domenico, avvenne nel 1576. La morte fu causata dalla peste che in quell'anno imperversava in Europa. Il corpo fu tumulato a Venezia nella Basilica dei Santi Giovanni e Paolo.

## Attività letteraria
L'autore che non si mai impegnato a valorizzare le proprie opere, ottenne un buon gradimento da parte dei contemporanei e la fama proseguì fino ai primi anni del XVII secolo, infatti i suoi lavori furono più volte dati alle stampe. Il suo primo impegno letterario intitolato Delle lettere amorose libri due, ritenuto da alcuni studiosi il "primo romanzo epistolare moderno", è una raccolta del 1563 inizialmente pubblicata in forma anonima, che ebbe l'onore di essere presentata dal Sansovino. Tema principale dell'opera era quello classico di tradimenti coniugali, con protagonista lo stesso Alvise e tal Madonna Vittoria e dello sdegno sociale suscitato dalla notorietà dei soggetti coinvolti. Il nome del letterato fu rivelato solo in occasione di una successiva edizione edita in quattro tomi.
Altra opera, in questo caso una commedia teatrale con tratti autobiografici che ebbe tre edizioni di cui l’ultima nel 1606, del Pasqualigo è Il Fedele mandata in stampa a Venezia l'anno della scomparsa. Della commedia il drammaturgo francese Pierre de Larivey trasse un'opera derivativa dal titolo Le Fidèle nel 1611.
Se il giudizio della critica su questi primi due primi lavori sono positivi, ne vien riconosciuta una certa originalità e in merito al Fedele anche una raggiunta maturità artistica, invece sono ritenute più tradizionali i successivi.
Infatti dopo la morte venne invece pubblicata, ad opera di Evangelista Ortense, Gl'intricati, un dramma pastorale, mentre la pubblicazione delle Rime è da ascrivere al fratello Filippo.

## Vita privata
Alvise Pasqualigo pur sollecitato con insistenza dai congiunti non sembra aver mai contratto matrimonio, tuttavia questo non gli impedì di avere un erede di cui accenna in alcune epistole.

## Opere
- Lettere amorose, Libri due,  1563, Venezia;
- Il Fedele, 1576, Venezia;
- Gl'intricati,  1581, Venezia;
- Rime, Venezia, 1605.